# Moxostoma congestum
Moxostoma congestum é uma espécie de Actinopterygii da família Catostomidae.
Pode ser encontrada nos seguintes países: México e o Estados Unidos da América.